# Koning Lijsterbaard

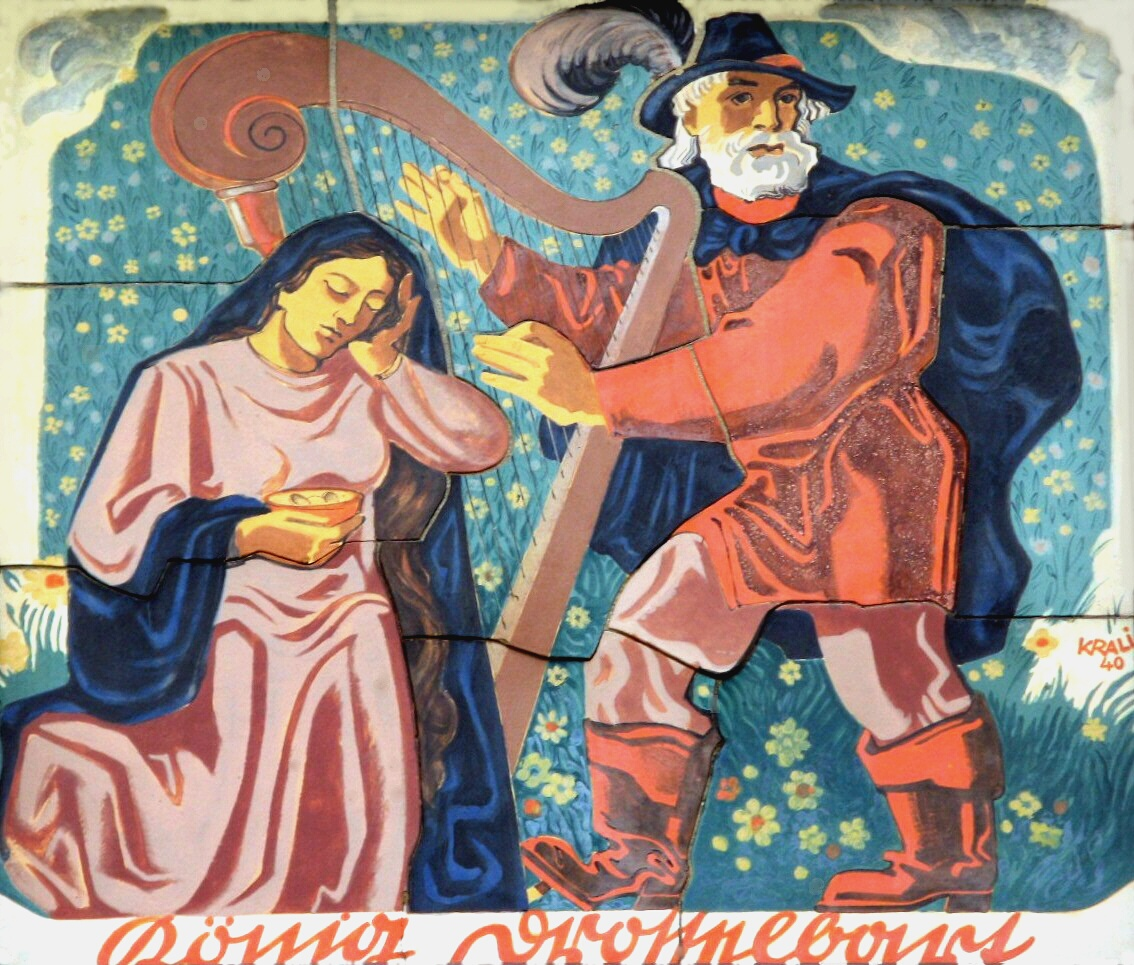
Koning Lijsterbaard, Johann-Mithlinger-Siedlung

Koning Lijsterbaard is een sprookje, opgetekend door de gebroeders Grimm in hun Kinder- und Hausmärchen als KHM52. De oorspronkelijke naam is König Drosselbart.

## Het verhaal
Een koningsdochter is erg mooi, maar ook hoogmoedig en ze wijst elke man af. Haar vader organiseert een feest, maar de prinses wijst de huwelijkskandidaten waaronder koningen, hertogen, prinsen, graven en baronnen allemaal af. Aan iedereen mankeert wel iets. De laatste kandidaat, een jonge koning met een dikke baard, wordt na haar spot over een snavel van een lijster, koning Lijsterbaard genoemd. Deze koning verlaat woedend het paleis. Haar vader wordt zo boos dat hij wil dat zijn dochter de eerste de beste man die zij de volgende dag ontmoet zal huwen, al is het een bedelaar. Een minstreel komt de volgende dag langs en zingt voor de koning. Hij vraagt om een kleine gave en schrikt als hij hoort dat hij de prinses als vrouw zal krijgen. Een priester wordt gehaald en het echtpaar wordt weggestuurd.
Het paar komt in een bos en de vrouw hoort dat het van koning Lijsterbaard is. Ze heeft berouw en hoort later dat ook de wei en de grote stad van koning Lijsterbaard zijn. Ze komen bij een klein huisje alwaar ze hoort dat dit hun thuis zal zijn, er zijn geen bedienden. Ze moet vuur maken en koken, maar weet niet hoe dit moet. De bedelaar helpt haar en de volgende ochtend moet ze het huishouden doen. De voorraad is op en de prinses moet manden vlechten, de man gaat wilgen snijden. Ze verwondt haar handen en moet dan spinnen, maar al snel bloeden haar vingers van dit werk. Hierna moet ze naar de markt om potten en pannen te verkopen. De prinses is bang uitgelachen te worden door de inwoners van het rijk van haar vader.
De mensen kopen toch van deze mooie vrouw en het paar leeft een tijdje van de opbrengst. De man koopt nieuw aardewerk en zij moet weer naar de markt. Een dronken huzaar rijdt door het aardewerk en alles valt in scherven. De prinses huilt en rent naar huis. Ze krijgt op haar kop, omdat ze op de hoek van de markt is gaan zitten. De man vertelt dan dat ze als keukenmeid in het paleis kan werken en daar krijgt ze gratis eten. Ze helpt de kok bij het vuilste werk en in haar zakken doet ze twee potjes, waar ze restjes voedsel in stopt.
De oudste koningszoon zal zijn bruiloft vieren en de prinses kijkt toe vanaf de trap. Veel gasten komen binnen en ze heeft spijt van haar hoogmoed. Ze krijgt wat restjes van de dienaren en doet dit in de potjes. De koningszoon komt binnen en heeft gouden kettingen om zijn hals. Hij vraagt haar ten dans, maar zij schrikt en weigert omdat ze ziet dat hij de door haar afgewezen koning Lijsterbaard is. Ze wordt toch de zaal ingetrokken en de potjes vallen op de grond. Iedereen lacht en ze schaamt zich, waarna ze vlucht. Ze wordt teruggebracht en koning Lijsterbaard vertelt dan dat hij de arme speelman was, met wie ze in het hutje woonde. En ook de huzaar. Hij deed dit alles om haar trots te breken. De kwade dagen zijn voorbij en de bruiloft wordt gevierd, de prinses krijgt schitterende kleren van de kameniers en de hele hofhouding wenst het paar geluk.

## Achtergronden bij het sprookje
- Het sprookje is uit drie sprookjes samengesteld en komt uit Hessen, de Mainstreek en Paderborn.
- Het is verwant met een Noords sprookje.
- "Drosselbart" is een ruwe, dichte baard, de gebroeders Grimm herkenden er ook "Drossel" (lijster) in en gaven de verklaring "scheve kin".
- Het gebroken aardewerk, zie ook De volleerde jager (KHM111).